# タカラのびいどろ
『タカラのびいどろ』は、鈴丸みんたによる日本のボーイズラブ漫画。『ディアプラス』（新書館）にて2020年10月号（9月14日発売）から2022年5月号（4月14日発売）まで連載された。

## あらすじ
中野大進は、泣いているところを慰めてくれた志賀宝を忘れることができず、地元福岡から上京する。2人は大学で再会し、徐々に惹かれあってゆく。

## 受賞
- みんなが選ぶ!!電子コミック大賞2023 BL部門賞[3]
- BLアワード2023 コミック部⾨第3位[4]

## 書誌情報
- 鈴丸みんた 『タカラのびいどろ』 新書館〈ディアプラス・コミックス〉、2022年8月1日発売[5]、ISBN 978-4-403-66824-1

## ドラマCD
出典：
2023年7月28日に発売された。

### キャスト
- 志賀宝：鈴木崚汰
- 中野大進：小林裕介

### 受賞
- BLアワード2024 BLCD部⾨第1位[4]

## テレビドラマ
2024年7月から、BS朝日などで放送された。同時にLeminoでも配信された。

### キャスト
- 志賀宝：岩瀬洋志
- 中野大進：小西詠斗
- 四ノ宮えみり：三原羽衣
- 兵頭芽依：下田彩夏
- 湯川健三：山田健人
- 上橋美波：笠間優里
- 石川明良：浅見和哉
- 小川唯：水瀬紗彩耶
- 山形雅也：佐野岳
- 志賀宝榮：松澤一之
- 中野登美子：西尾まり

### 放送局
出典：
| BS朝日        | 2024年7月1日 23:24～ |
| テレビ神奈川  | 2024年7月1日 23:30～ |
| RKB毎日放送   | 2024年7月6日 25:28～ |
| HBC北海道放送 | 2024年7月6日 25:28～ |
| CBCテレビ     | 2024年7月7日 24:50～ |

### 主題歌
- オープニング曲 - claquepot 「クリア」
- エンディング曲 - androp「Vidro」[8]